# Église Saint-Leu-de-Sens de Marcilly-le-Hayer
L'église Saint-Leu-de-Sens est une église située à Marcilly-le-Hayer, en France. Elle est dédiée à saint Leu (573-623), évêque de Sens.

## Description
L'abside à cinq pans et la base de la tour sont du XIIe siècle. La nef est la plus récente. Les autres parties sont du XVe siècle.

### Mobilier
Deux sarcophages mérovingiens découverts au village mais aussi une Vierge à l'Enfant qui est du XVIe siècle à la fois moulée et taillée en plâtre polychrome, un tableau de Saint Loup de Sens guérissant un enfant de Crété de 1824 dans un cadre du XVIIe siècle.

## Localisation
L'église est située sur la commune de Marcilly-le-Hayer, dans le département français de l'Aube.

## Historique
Siège d'une cure du diocèse de Troyes, elle dépendait du doyenné de Marigny. Elle était dédiée à saint Lou de Sens et à saint Flavit. 
L'édifice est inscrit au titre des monuments historiques en 1977.